# اتحاد وورشيبفول لصانعي أدوات الحصان المعدنية

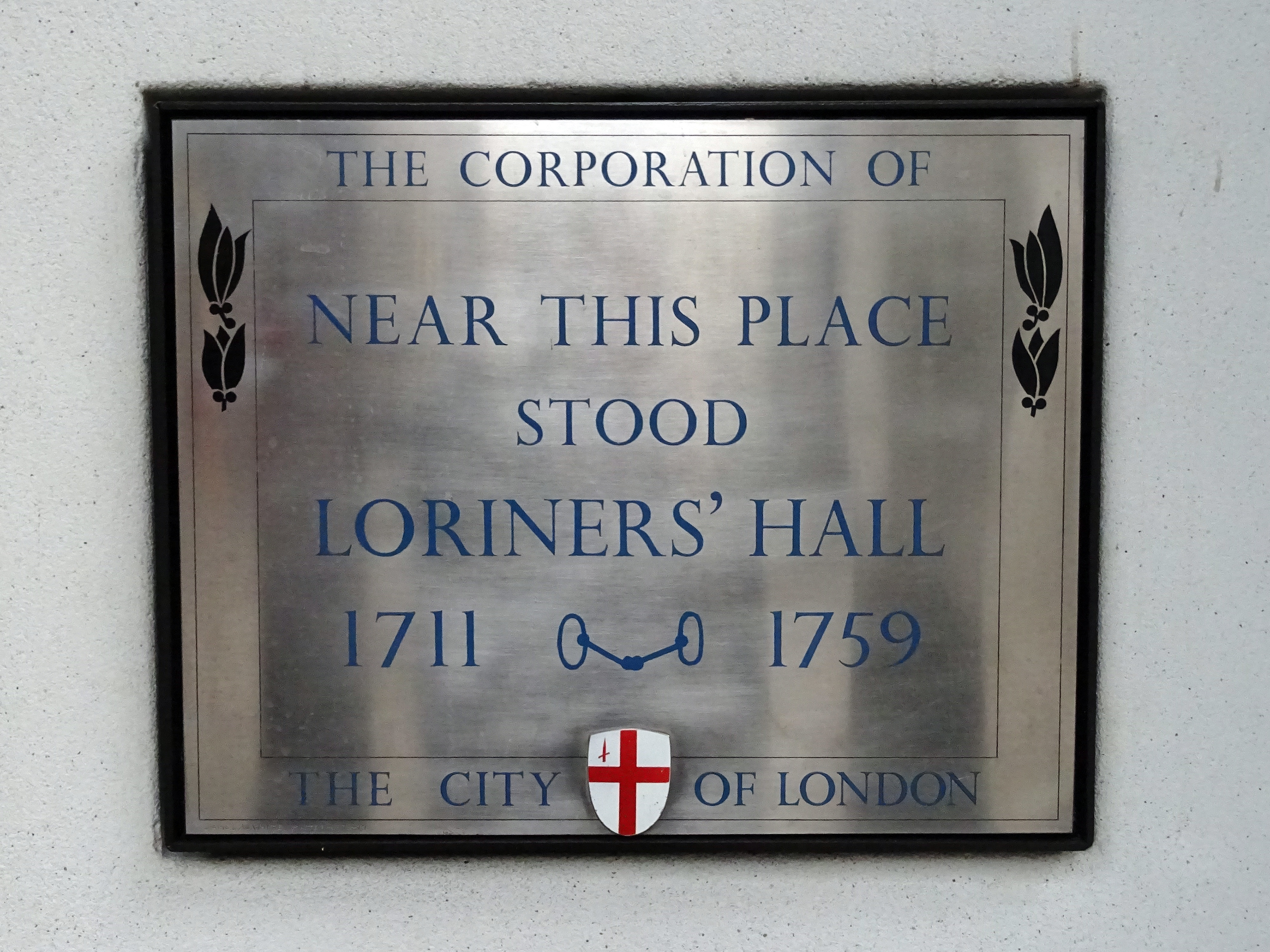
لوحة معدنية مصقولة أقامتها مؤسسة مدينة لندن في لندن وول بليس، لندن

إن اتحاد وورشيبفول لصانعي أدوات الحصان المعدنية هو أحد الاتحادات التابعة لـ نقابة الصناع وأصحاب الحرف القديمة في مدينة لندن. ولقد كانت تلك المؤسسة في الأساس رابطة تجارية لمصنعي الأجزاء المعدنية من اللجام وطقم الحصان والمهماز وغيرها من تجهيزات الحصان; ومن هنا جاء اسم الاتحاد, فهو مشتق من الكلمة اللاتينية lorum حتى الكلمة الفرنسية lormier.
صدر أول مرسوم للاتحاد عام 1261, حيث سبق وجوده أي من الاتحادات القائمة الأخرى التابعة لنقابة الصناع وأصحاب الحرف، رغم أن المرسوم الحالي الخاص بهذا الاتحاد كان قد أُصدر عام 1741.
ولقد تم دمج الاتحاد بموجب ميثاق ملكي صدر عام 1711 في عصر الملكة آن. ويحتل الاتحاد المرتبة السابعة و الخمسين في ترتيب الأسبقية لنقابات الصناع وأصحاب الحرف، حيث يرجع إلى تاريخ 15 يوليو 1712.
لقد مُنح اتحاد صانعي أدوات الحصان المعدنية (بموجب قرار محكمة كبار المسؤولين) عدد أعضاء إضافي من النقابة يصل إلى 500 عضو، ويضم الاتحاد حاليًا أكثر من 400 عضو (من بينهم المساعدون وأعضاء نقابة الصناع وأصحاب الحرف والأعضاء المستقلون والمتدربون).
وكان الفارس الأول في الاتحاد في الفترة من عام 1992 إلى 1993 هي الأميرة آن. وهناك العديد من مشاهير الفرسان الذين ينتمون لهذا الاتحاد من بينهم كابتن مارك فيليب قائد الأمر الملكي الفيكتوري و صاموئيل فيستي ( فارس الحصان الأول ).
رغم أن الاتحاد لم يعد مرخصًا لتنظيم أعمال صناعة أدوات الحصان المعدنية في مختلف أنحاء لندن، فلا زال يدير اختبارات الطلاب في ذلك المجال داخل المملكة المتحدة. ويعمل الاتحاد أيضًا كمؤسسة خيرية.
إن شعار النبالة الخاص بفرسان الاتحاد هو الأزرق السماوي على شارة الرتبة الفضية, بين ثلاث قطع معدنية من الأصفر الذهبي, حيث عدد الفرسان الأسود، المدعومين بطريقة غير متناسقة من خلال حصان واحد، بين أوراق النخيل والعرعر. الشعارات، نظرًا لكونها لا تخضع لقوانين علم شعارات النبالة الإنجليزي، حث بعض رؤساء الاتحاد على إظهار سلسلة من الشعارات حسب شارات الرتب الخاصة بالاتحاد, ولهذا ليس هناك شعار محدد للاتحاد.

## وصلات خارجية
- Loriners' website